# John Ponsonby (général)
Pour les articles homonymes, voir Ponsonby.
John Ponsonby (25 mars 1866-26 mars 1952) est un officier de l'armée britannique qui commande la 5e division pendant la Première Guerre mondiale.

## Carrière militaire
Il est le fils d'Henry Ponsonby et fait ses études au collège d'Eton, et devient officier dans les Coldstream Guards en 1888. Il sert en Ouganda à partir de 1898 et est détaché lors de la seconde guerre des Boers en Afrique du Sud en mars 1900, affecté à la Rhodesian Field Force. Il est de nouveau envoyé en Afrique du Sud en février 1902. Il participe à la Première Guerre mondiale comme commandant de la 2e brigade de la Garde à partir de 1915, puis comme officier général commandant la 40e division à partir de 1917, dirigeant sa division à la bataille de Cambrai. En juillet 1918, il devient officier général commandant la 5e division, conservant ce poste jusqu'à la fin de la guerre. Après la guerre, il devient officier général commandant le district de Madras en Inde. Il prend sa retraite en 1926.
Il vit à Haile Hall près de Beckermet en Cumbria. En 1935, il épouse Mary (Mollie) Robley ; ils n'ont pas d'enfants.